# Роговиця тристовпчикова
{{#ifeq:0|0|{{#if:|{{#if:Cerastiumcerastoides|[[]}}|}}}}
Cerastium cerastoides — вид трав'янистих рослин родини гвоздичні (Caryophyllaceae).

## Опис
Рослини багаторічні, кореневищні. Стебла 5–15 см, сланкі, сильно розгалужені, голі, окрім ліній волосків унизу кожного міжвузла, квітучі пагони стеляться або є висхідними, 5–10 см. Листки сидячі; пластини еліптично-довгасті або лінійно-ланцетні, 2–12 × 1–3 мм, кінчики тупі, рідко гострі, голі, іноді війчасті біля основи. Суцвіття нещільні, 1–3-квіткові. Приквітки ланцетні, 2–5 мм, голі або війчасті. Квітконіжки стають вигнутими, тонкими, 5–35 мм. Квіти: чашолистки вузьколанцетні, 4–5 мм, пелюстки 5–8 мм. Капсули яйцювато-конічні, 7–10 мм. Насіння бурого кольору, 0.5 мм діаметром, неглибоко зморшкувате. 2n = 38.

## Поширення
Північна Америка (Гренландія, пн. та сх. Канада), Європа. Населяє вологі, арктичні райони, альпійські промоїни, мохові місця, байдужий до реакції ґрунту (рН).
У високогір'ї Карпат рідкісний вид.

## Галерея

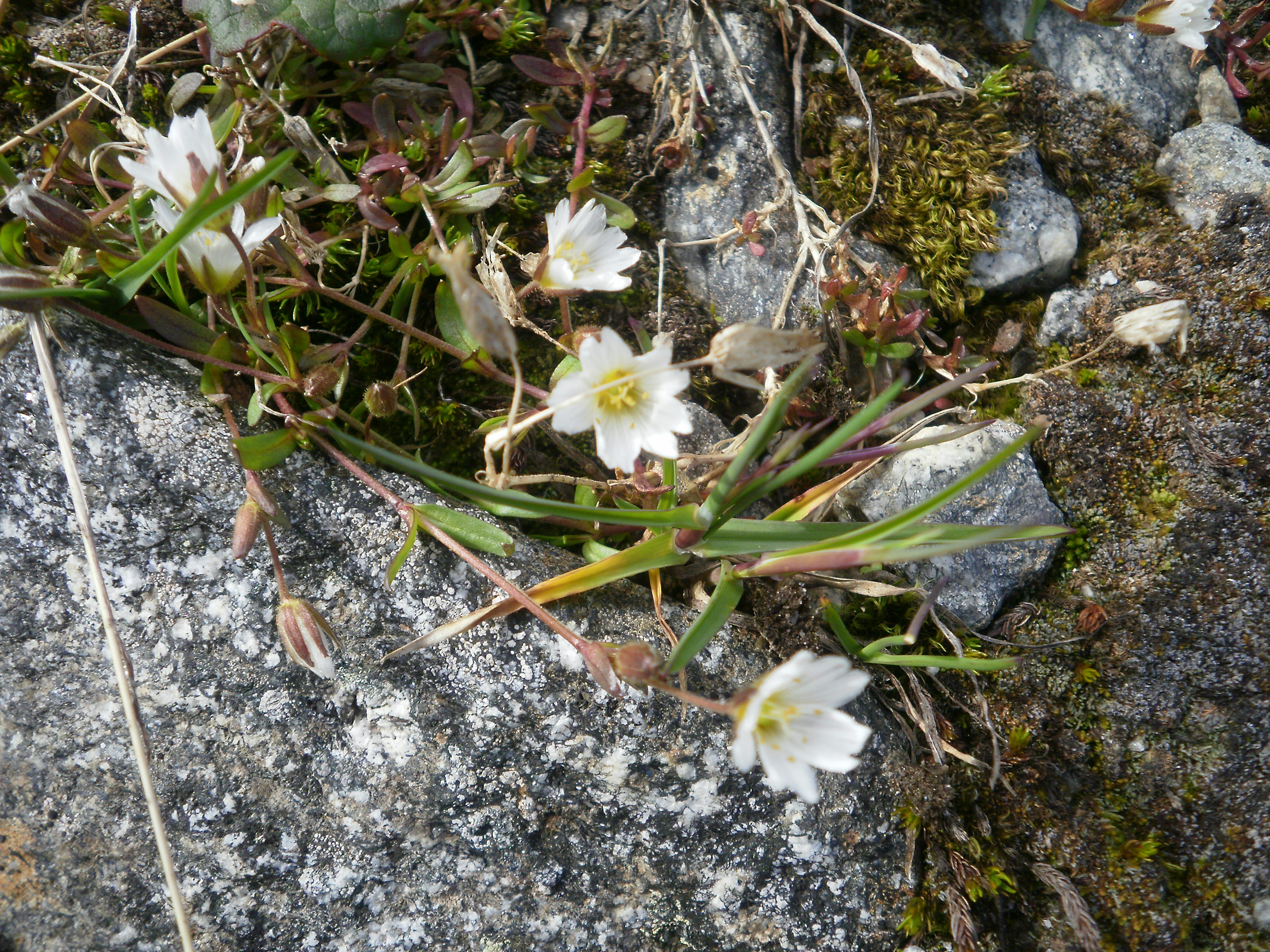
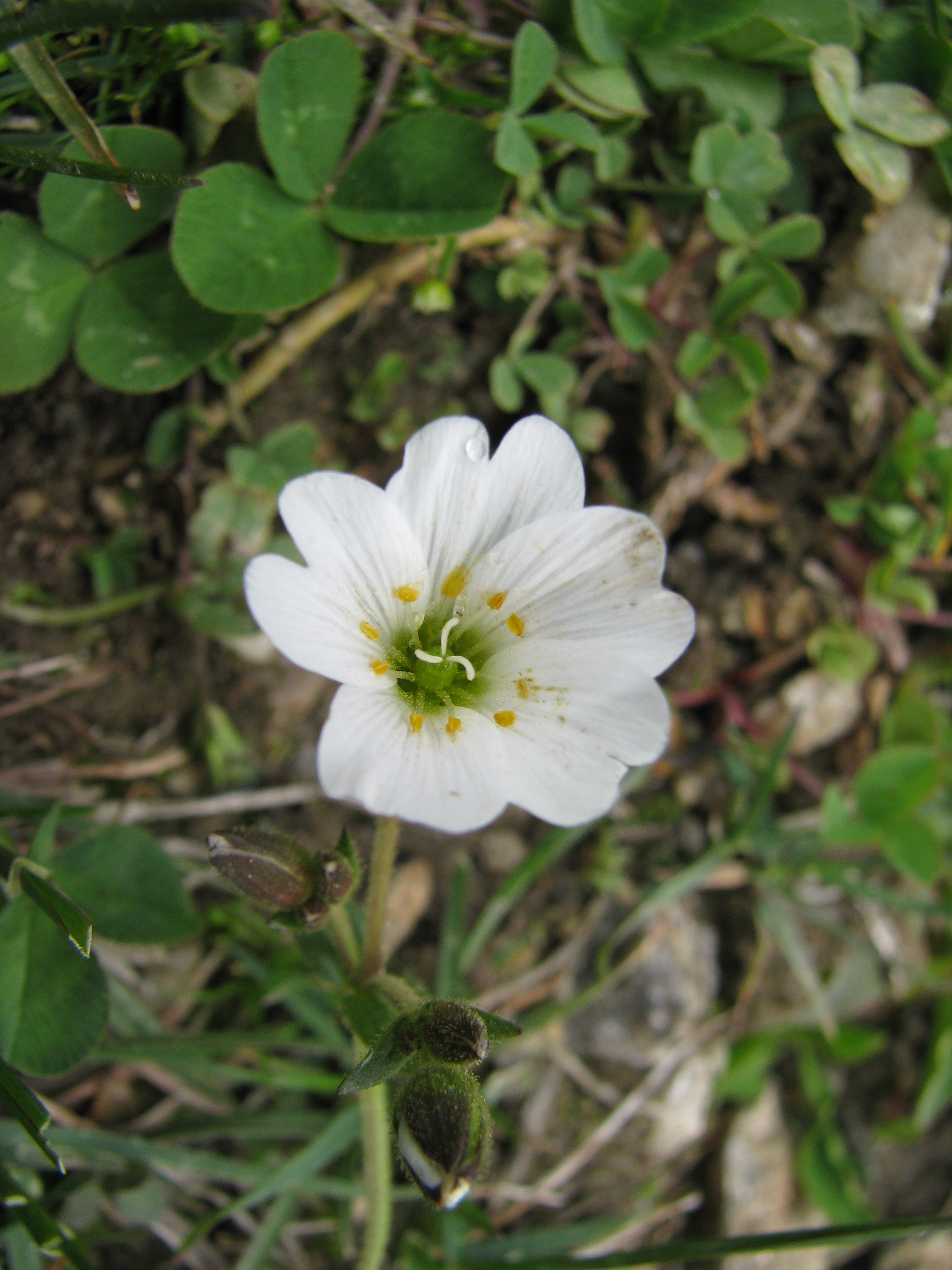
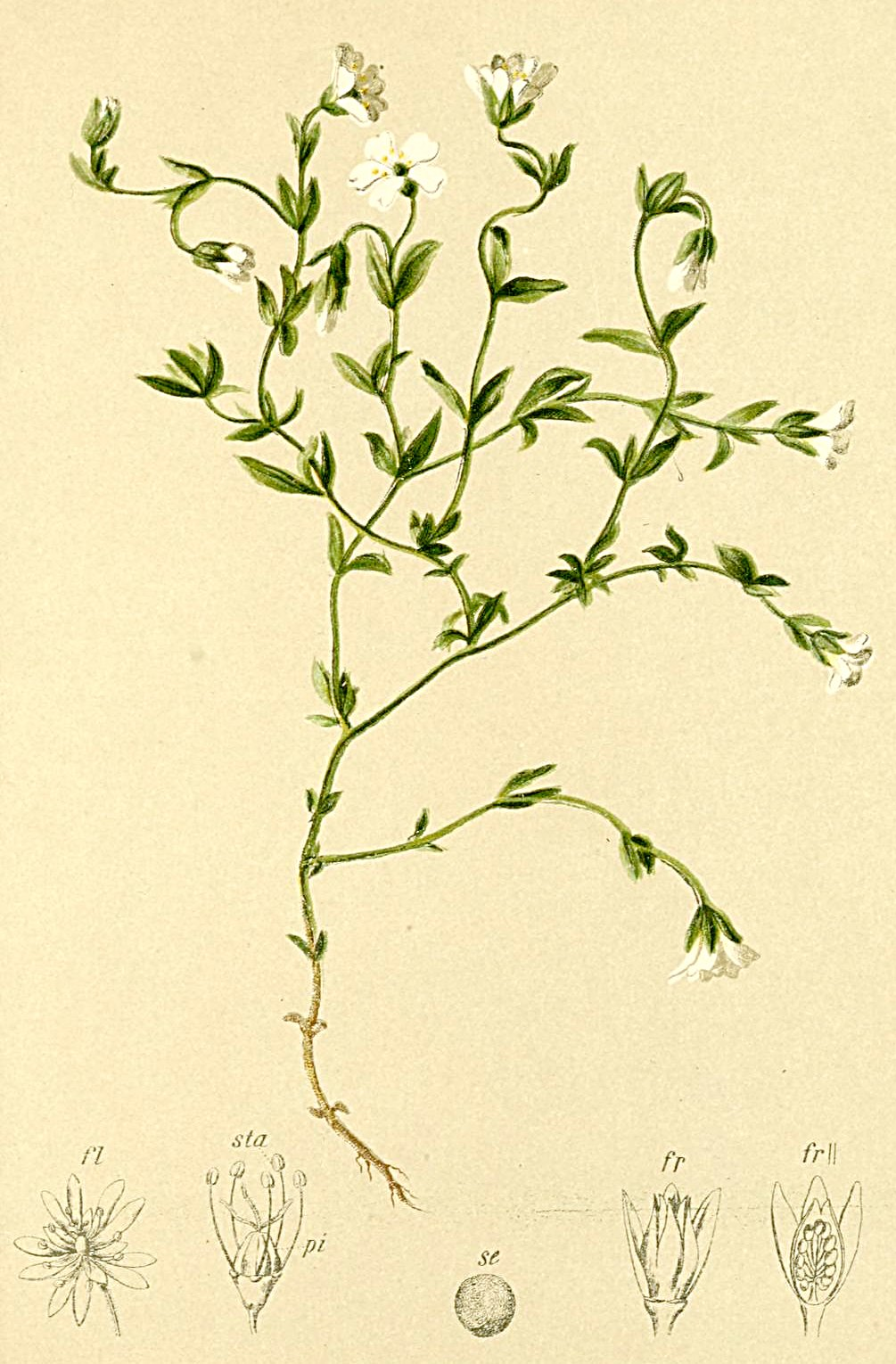